# Língua mandar
Mandar (também chamada Andian, Manjar, Mandharsche) é uma Língua austronésia falada pela etnia Mandar que vive na provincial Ocidental das Celebes, Indonésia, principalmente nas regências de Majene e Polewali-Mandar, bem como em alguns assentamentos nas ilhas do Distrito de Pangkep, também chamado de arquipélago Spermonde, e em Ujung Lero (pequena península próxima a Pare-Pare).
A etnia Mandar se realciona com outras etnias vizinhas (nas Celebes do Sul) como Bugis,  Makassar e Toraja.  A língua Mandar é escrita em Lontara.

## Nota
1. ↑  Info Ethnologue